# MGO Fachverlage

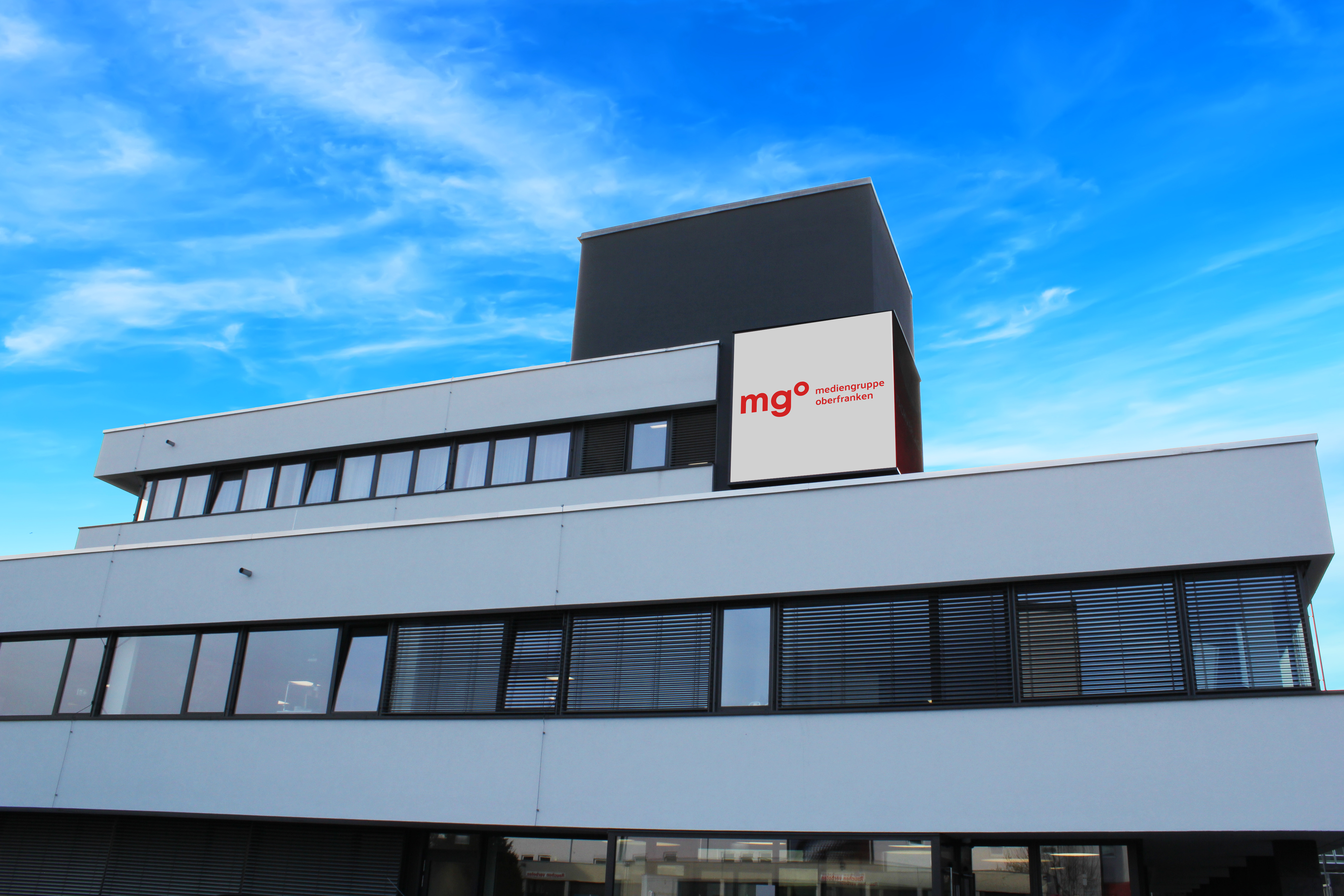
Gebäude der Mediengruppe Oberfranken in Kulmbach

Die MGO Fachverlage GmbH & Co. KG ist im oberfränkischen Ort  Kulmbach  ansässig. Mit etwa 70 Mitarbeitern konzentriert sich das Unternehmen auf Fachbücher, Fachzeitschriften, Veranstaltungen und Unterrichtsmaterialien aus den Bereichen Gesundheitsmanagement, Komplementärmedizin, Schulmedizin, Bildung sowie Grundstücksbewertung.

## Geschichte
1927 wurde das „Offertenblatt für den gesamten Bedarf öffentlicher und privater Heil-, Pflege und Erholungsanstalten“ gegründet. Anschließend folgten Namensänderungen von der „Anstalts-Umschau“ über die „Krankenhaus-Umschau“ bis hin zur jetzigen „KU Gesundheitsmanagement“, die seit 2008 erscheint.
Im Jahr 1936 wurde schließlich der Verlag Baumann Didaktische Medien gegründet, der sich mit didaktischen Medien beschäftigte wie Lehrbüchern und Schulutensilien, die Tafeln, Kreide und Arbeitshilfen umfassen. Daraufhin folgte 1976 das Loseblattwerk Schulleiter ABC als Karteikasten. Nach und nach erweiterte der Verlag sein Portfolio für den Bereich Bildung um weitere Produkte für Schulleitung und -beratung.
2003 verschmolz die Kulmbacher Baumann-Gruppe mit dem Bamberger Fränkischen Tag. 2009  wurde die Mediengruppe Oberfranken GmbH & Co. KG gegründet, die ab diesem Zeitpunkt ihre Produkte um weitere Fachmagazine erweiterte.
Seit 2012 erfolgte ein Sortimentszuwachs. Dazu zählen insbesondere Fachbücher durch Zukäufe der Verlage ML, Lau, Irl, Foitzick oder auch Marseille. Mittlerweile werden auch die zwei Veranstaltungen „KU Managementkongress“ und der „KU Kodierfachkräftekongress“ für den Bereich Gesundheitswesen ausgerichtet.
Seit 2015 kamen weitere Produkte wie die Ideenbörsen im Bereich Bildung oder der neue Produktbereich Grundstücksbewertung hinzu.
2017 wurden die Restbestände des Olzog Verlag, die „crossmedialen Programme“, von der Mediengruppe Oberfranken aufgekauft und als Imprint fortgeführt, nachdem zuvor ab 1. Januar 2014 der Lau-Verlag in Reinbek bei Hamburg das Sachbuchprogramm („Geschichte, Politik, Gesellschaft“) des Olzog-Verlags übernommen hatte.

## Programm

### Fachbücher
- KU Fachbücher[5]
- ML Fachbücher[6]

### Fachzeitschriften
Die MGO – Fachverlage sind Herausgeber mehrerer Fachzeitschriften im Bereich Schulmedizin, Komplementärmedizin, Gesundheitsmanagement, Medizintechnik und Optik.

#### Gesundheitsmanagement
- KU Gesundheitsmanagement[7]
- MED engineering[8]

#### Komplementärmedizin
- Naturheilkunde Journal (NHJ)[9]
- CO.med[10]

#### Schulmedizin

##### Innere Medizin
- internistische praxis[11]
- tägliche praxis[12]
- herzmedizin[13]

##### Onkologie
- onkologie heute[14]

##### Gynäkologie
- gyne[15]
- gynäkologische praxis[16]

##### Pädiatrie
- pädiatrische praxis[17]

##### Chirurgie
- chirurgische praxis[18]

##### Augenheilkunde
- CONCEPT Ophthalmologie[19]

##### Neurologie/Psychiatrie
- neuro aktuell[20]
- therapietabellen[21]

##### Optik
- Optic+Vision[22]

### Veranstaltungen
- KU Managementkongress (mit Verleihung der KU Awards)[23]
- KU Kodierfachkräftekongress[24]
- Homöopathie KONKRET live[25]

### Unterrichtsmaterialien

#### Bildung
- Handbuch der Schulberatung[26]
- eDidact[27]
- Kreative Ideenbörse (+Webinare)
  - Kindergarten[28]
  - Schule[29]
  - Senioren[30]
- Schulleiter ABC[31]
- IQ-Spiele[32]

#### Grundstücksbewertung
- Praxis der Grundstücksbewertung[33]
- Leitfaden EPLAN
- PraxWert
- Gutachtenbeispiele